# Salvador de Zapardiel
Salvador de Zapardiel település Spanyolországban, Valladolid tartományban.  Lakosainak száma 103 fő (2024).

## Népesség
A település népessége az utóbbi években az alábbiak szerint változott:
| Lakosok száma | 192  | 188  | 171  | 167  | 151  | 144  | 135  | 120  | 105  | 103  |
|               | 2001 | 2004 | 2007 | 2009 | 2012 | 2014 | 2017 | 2019 | 2022 | 2024 |